# 奧克蘭大學 (密歇根州)
奧克蘭大學（英語：Oakland University）為一所座落於密西根州奧本山和羅徹斯特山的公立研究型大學 ，也是底特律都會區規模第二大學府，被卡內基高等教育機構列為“ R2：高研究活動之博士授予大學”。奧克蘭大學提供132個學士學位課程和138個專業研究所證書、碩士學位和博士學位課程，其中包括奧克蘭大學威廉博蒙特醫學院的課程。
奧克蘭大學成立於1957年，前身為「密西根州立大學奧克蘭分校（Michigan State University–Oakland）」，由道奇汽車的Matilda Dodge Wilson和男爵Alfred Wilson捐贈了1,443-英畝（584-公頃）捐贈給密西根州立大學創立，而後更名為奧克蘭大學。捐款包括200萬美元，以及他們房地產Meadow Brook Hall和Sunset Terrace（現已構成奧克蘭大學的校園），以及所有相關的文物收藏。佔地88,000平方英尺（8,200平方），都鐸王朝復興風格的梅多布魯克大廳是美國第四大歷史建築博物館，是國家歷史地標，被列為美國城堡之一。

## 历史
奧克蘭大學成立於1957年， 它是奧克蘭縣唯一的公立研究型大學。
該大學最初隸屬密歇根州立大學，稱密歇根州立大學奧克蘭分校（Michigan State University–Oakland），1963年改現名。

## 學術
2021年《美國新聞與世界報道》全美公立大學排名156-209名。《華盛頓月刊》將其列在國內第271位，《福布斯》則將其列在第613位。

## 擴展閱讀

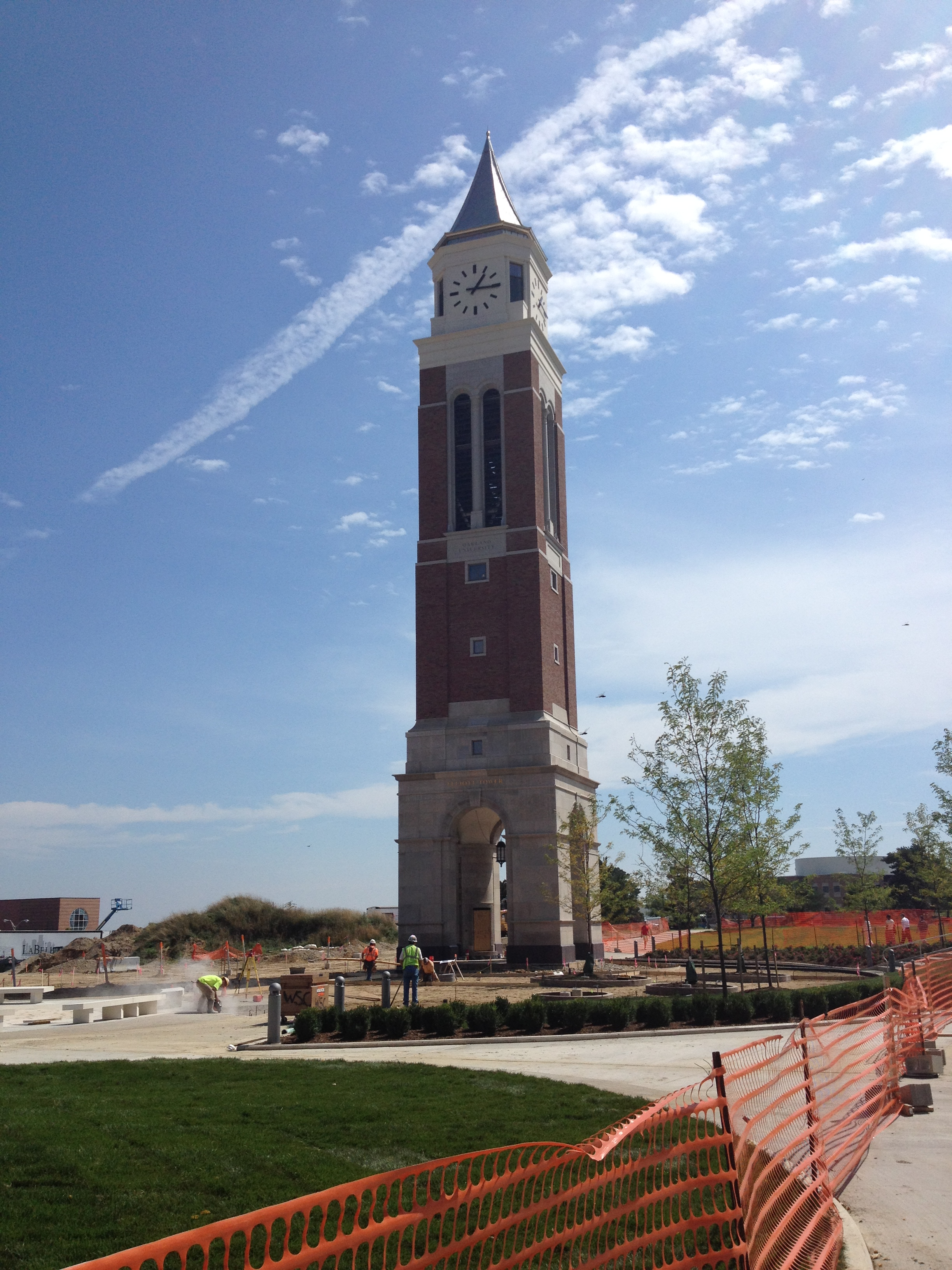
大學建築艾略特塔（Elliott Tower）

- Schultz, Marisa. "Growing Oakland University pushes to become top-tier research hub." The Detroit News. October 30, 2007.

## 外部連結
- Official Website （页面存档备份，存于）
- Official Athletics Website （页面存档备份，存于）
- Oakland University's Independent Student Newspaper

42°40′22″N 83°12′57″W / 42.672659°N 83.215776°W